# Estadio Nacional de Kaohsiung
El World Games Stadium es un estadio multiusos en Kaohsiung, Taiwán. El estadio tiene una capacidad para 55 000 espectadores.
Terminado en 2009, sus instalaciones se usarán principalmente para las competiciones de atletismo y rugby, siendo la sede de los Juegos Mundiales de 2009 (World Games 2009). Después de los juegos, el estadio albergará los partidos de los equipos de la Selección de fútbol de China Taipéi.
El estadio, diseñado por el arquitecto japonés, Toyō Itō, hace uso de la energía solar para satisfacer sus necesidades energéticas. El World Games Stadium, con forma en semi-espiral, como un dragón, será el primer estadio del mundo en proporcionar energía usando tecnología fotovoltaica. Los paneles solares cubren la cara exterior del estadio y generan la energía requerida para su propio funcionamiento, además de energía adicional que puede ahorrarse.

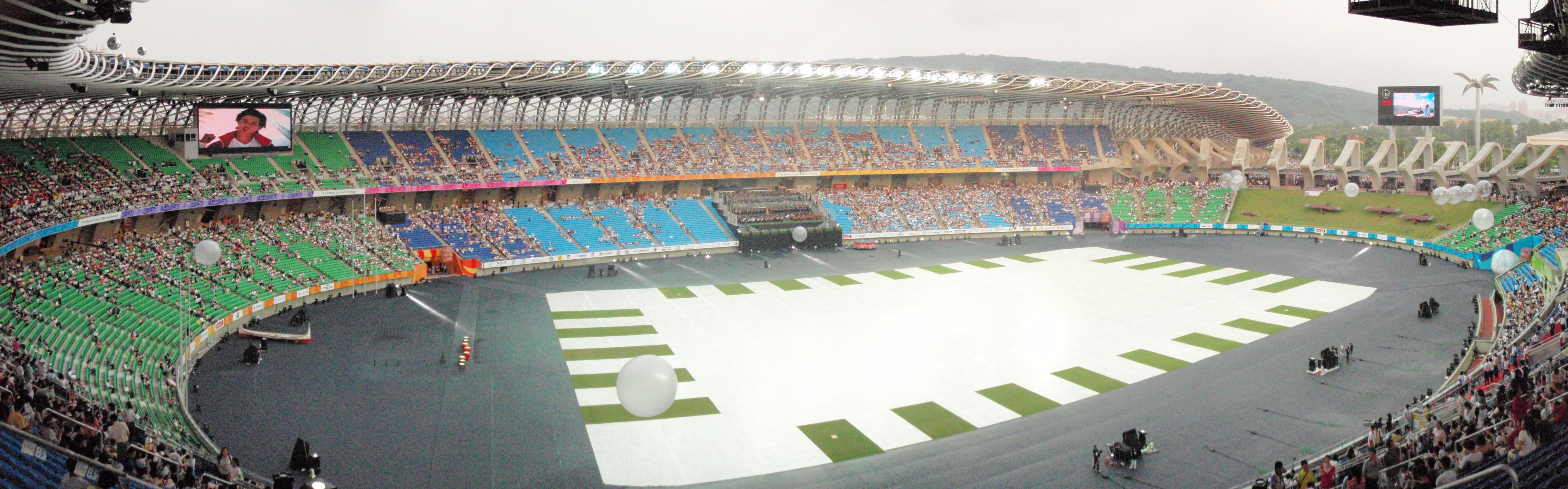
Imagen panorámica interior del estadio

.